# Bodil Niska

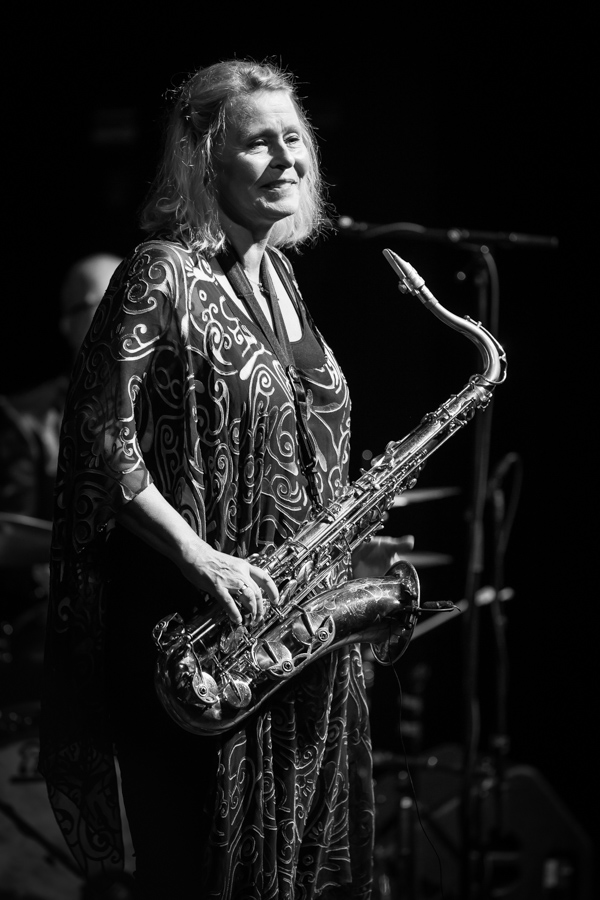
Bodil Niska (2015)

Bodil Aileen Niska (* 21. August 1954 in Vadsø) ist eine norwegische Jazzmusikerin (Tenorsaxophon).

## Leben und Wirken
Niska wuchs in Hammerfest in einer Musikerfamilie auf; sie erhielt zunächst Musikunterricht von ihrem Vater, dem Akkordeonspieler Aksel Niska. Später unterrichtete sie der Saxophonist Kjell Bartholdsen. Zwischen 1979 und 1989 leitete sie den Jazzclub Montenegro. Beim Varanger Festival trat sie sowohl als Organisatorin als auch als Musikerin in Erscheinung. 1989 zog sie nach Oslo. Dort gründete sie 1992 mit der Pianistin Elizabeth Walker und der Sängerin Siri Gellein das Trio Girl Talk. Letztere wurde später durch die Bassistin Tine Asmundsen ersetzt; in dieser Besetzung veröffentlichte das Trio 1996 das Album Talkin’ Jazz. Ihr Debütalbum unter eigenem Namen erschien 2000. Anlässlich des Oslo Jazzfestival 2005 gründete sie ihr Bodil Niska Quartett mit Per Husby (Klavier), Stig Hvalryg (Bass) und Roger Johansen (Schlagzeug). Sie hat auf den meisten Jazzfestivals Norwegens gespielt, 2003 auch in Japan. Außerdem ist sie auch für ihre Zusammenarbeit mit dem Pete Brown Trio bekannt (zu dem auch Scott Hamilton und Harry Allen gehörten).
Weiterhin betrieb Niska zwischen 1998 und 2020 den Plattenladen Bare Jazz in Oslo, der sich zu einem beliebten Treffpunkt lokaler Musiker entwickelte, und gründete das gleichnamige Plattenlabel. Für ihre Arbeit erhielt sie 2005 den Sildajazzprisen. 2009 wurde sie mit dem Nordprofil-prisen und dem  Ella-prisen ausgezeichnet.

## Diskographische Hinweise
- First Song (Hot Club Records 2000, mit Egil Kapstad, Bjørn Alterhaug, Pelle Hultén sowie Aksel Niska)
- Blue (Bare Jazz Records 2004, mit Kapstad, Alterhaug, Hulten, Paul Wagnberg)
- Bodil Niska Featuring Clæs Crona Trio: Night Time (Bare Jazz Records 2008, mit Birgit Kjuus, Roy Nikolaisen, Rune Brodahl, Helge Sunde, Øyvind Brække, Clæs Crona, Staffan William-Olsson, Jörgen Smeby, Pétur Östlund)